# Eupithecia novata
Eupithecia novata är en fjärilsart som beskrevs av Karl Dietze 1903. Eupithecia novata ingår i släktet Eupithecia och familjen mätare. Inga underarter finns listade i Catalogue of Life.